# Луканівська сільська рада
Лукані́вська сільська́ ра́да — колишній орган місцевого самоврядування у Кривоозерському районі Миколаївської області. Адміністративний центр — село Луканівка.

## Загальні відомості
- Населення ради: 1 131 особа (станом на 2001 рік)

## Населені пункти
Сільській раді підпорядковані населені пункти:
- с. Луканівка

## Склад ради
Рада складалася з 16 депутатів та голови.
- Голова ради: Люшенко Олена Анатоліївна
- Секретар ради: Микитей Вікторія Олександрівна

### Керівний склад попередніх скликань
| Прізвище, ім'я, по батькові | Основні відомості                                                                       | Дата обрання | Дата звільнення |
| --------------------------- | --------------------------------------------------------------------------------------- | ------------ | --------------- |
| Біла Юлія Петрівна          | Сільський голова, 1947 року народження, член Партії регіонів                            | 26.03.2006   | 31.10.2010      |
| Люшенко Олена Анатоліївна   | Сільський голова, 1972 року народження, освіта середня спеціальна, член Партії регіонів | 31.10.2010   |                 |

Примітка: таблиця складена за даними сайту Верховної Ради України